# Storbritanniens damlandslag i landhockey
Storbritanniens damlandslag i landhockey (engelska: Great Britain women's national field hockey team) representerar Storbritannien i landhockey på damsidan. Lag spelar främst i olympiska sammanhang, annars är det oftast Home Nations-konceptet som gäller.

## Resultat

### Olympiskt
- 1992 – 3
- 1996 – 4
- 2000 – 8
- 2004 – Deltog ej
- 2008 – 6
- 2012 – 3